# Suspensives Referendum
Das suspensive Referendum oder schwebendes Referendum ist eine spezielle Ausformung des Referendums und ein Instrument der direkten Demokratie. Es wird von der Bevölkerung initiiert und ermöglicht dieser das Inkrafttreten eines bereits beschlossenen, aber noch nicht wirksamen einfachen Gesetzes oder eines anderen einfachen Rechtsguts (z. B. eines Staatsvertrags) für eine gewisse Dauer aufzuschieben oder es vor dem Inkrafttreten aufzuheben (siehe fakultatives Referendum#Schweiz). Damit ein suspensives Referendum tatsächlich zu einer direkten Abstimmung der Bevölkerung führt, ist die Sammlung einer bestimmten Zahl von Unterschriften Wahlberechtigter in einer zumeist eher knappen Frist (einige Wochen bis wenige Monate) nötig. Unabhängig davon, ob die notwendige Anzahl an Unterschriften bis zum Ablauf der Frist gesammelt werden kann, gilt die suspensive, also die aufschiebende Wirkung trotzdem ab dem Tag der offiziellen Anmeldung des Referendums. Der Gegenspieler des suspensiven Referendums ist das aufhebende (abrogative) Referendum, bei dem ein bereits in Kraft getretener rechtsetzender Erlass aufgehoben wird. Abrogative Referenden sind deutlich selter als suspensive und finden zum Beispiel Anwendung bei dringlich erklärten Gesetzen, die es wegen zeitlicher Dringlichkeit nicht vermögen, im gewöhnlichen Gesetzgebungsverfahren  erlassen zu werden.
In der Praxis sind die meisten fakultativen und obligatorischen Referenden zugleich suspensive Referenden, da das Inkrafttreten der Vorlage bis zum Abschluss des laufenden Verfahrens aufgeschoben wird. In selteneren Fällen wird eine solche Aufschiebung explizit ausgeschlossen, zumeist wenn es um Beschlüsse mit einer besonderen Dringlichkeit geht, bspw. im Falle eines akuten Notstands.

## Etymologie
Das deutsche Wort Referendum ist ein Fremdwort aus dem Lateinischen und setzt sich aus der Vorsilbe "re" (="zurück") und dem Verb "ferre" (="tragen" oder "bringen") zusammen. Die Voranstellung suspensiv leitet sich vom lateinischen Verb "suspendere" (="aufhängen" oder "schweben") ab.
In einem suspensiven Referendum "schwebt" das Inkrafttreten eines von der gewählten Vertretung (Parlament) beschlossenen Gesetzes oder politischen Gegenstands so lange, wie es an den Souverän (das Volk) "zurückgetragen" bzw. "zurückgebracht" wird.